# Дарунавир
Дарунавир (DRV) — антиретровирусный препарат для профилактики и лечения ВИЧ/СПИДа. Выпускается под торговой маркой Prezista.
Дарунавир часто используется в сочетании с другими антиретровирусными препаратами, комбинированный препарат дарунавира и кобицистата (Резолста) выпускается в виде одной таблетки.

## Описание
Дарунавир был разработан для усиления взаимодействия с протеазой ВИЧ-1 и повышения устойчивости к мутациям протеазы ВИЧ-1.
На 2009 год в США и Великобритании затраты на здравоохранение при использовании усиленного дарунавира были ниже, чем при использовании других ингибиторов протеазы.

## История
Дарунавир был одобрен для медицинского применения в США в 2006 г. и в Европейском Союзе в феврале 2007 года.
Первым ингибитором протеазы ВИЧ, одобренным FDA, был саквинавир, который был разработан для воздействия на протеазу дикого типа ВИЧ-1. Однако этот ингибитор больше не эффективен из-за вызывающих резистентность мутаций в структуре протеазы ВИЧ-1. Геном ВИЧ обладает высокой пластичностью, поэтому он стал устойчивым ко многим ингибиторам протеазы ВИЧ-1. После саквинавира FDA одобрило несколько PIs, включая дарунавир.

## Медицинское использование
Дарунавир рекомендован Министерством здравоохранения и социальных служб США (DHHS) для лечения взрослых и подростков, независимо от того, получали ли они лечение от ВИЧ в прошлом. В исследовании пациентов, которые никогда не получали лечения от ВИЧ, дарунавир был так же эффективен, как лопинавир/ритонавир, через 96 недель при дозировке один раз в день. Дарунавир был одобрен Управлением по санитарному надзору за качеством пищевых продуктов и медикаментов (FDA) 21 октября 2008 года для людей, ранее не лечившихся от ВИЧ. Как и другие антиретровирусные препараты, Дарунавир не лечит ВИЧ/СПИД.
Дарунавир показан для лечения инфекции вируса иммунодефицита человека (ВИЧ-1) у взрослых и детей в возрасте от трех лет и старше при совместном применении с ритонавиром в сочетании с другими антиретровирусными средствами.
Он часто используется с низкими дозами ритонавира или кобицистата для повышения уровня дарунавира. Его можно использовать для профилактики после укола иглой или другого потенциального воздействия. Дарунавир принимают перорально от одного до двух раз в день.

## Побочные эффекты
Дарунавир обычно хорошо переносится людьми. Наиболее частым побочным эффектом (7% пациентов) является сыпь. Другими частыми побочными эффектами являются диарея (2,3%), головная боль (3,8%), боль в животе (2,3%), запор (2,3%) и рвота (1,5%). Дарунавир также может вызывать аллергические реакции, и люди с аллергией на ритонавир также могут иметь реакцию на дарунавир.
Общие побочные эффекты включают диарею, тошноту, боли в области живота и таза, головную боль, сыпь и рвоту. Серьезные побочные эффекты включают аллергические реакции, проблемы с печенью и кожные высыпания, такие как токсический эпидермальный некролиз. Несмотря на то, что действие препарата во время беременности мало изучен, он безопасен для ребенка. Он относится к классу ингибиторов протеазы (PIs) и действует путем блокирования протеазы ВИЧ. Дарунавир включен в Примерный перечень ВОЗ основных лекарственных средств.
Сообщалось о высоком уровне сахара в крови, диабете или обострении диабета, мышечной боли, болезненности или слабости, а также учащении кровотечений у людей с гемофилией у пациентов, принимающих лекарства с ингибиторами протеазы, такие как дарунавир. У некоторых пациентов, принимающих лекарства от ВИЧ, наблюдались изменения в жировой ткани, включая потерю жира на ногах, руках и лице, увеличение жира в животе и других внутренних органах, увеличение груди и жировые образования на задней части шеи. Причины и долгосрочные последствия этих состояний для здоровья неизвестны.

### Взаимодействие лекарственных средств
Дарунавир может взаимодействовать с лекарствами, обычно принимаемыми людьми с ВИЧ/СПИДом, такими как другие антиретровирусные препараты, и антацидами, такими как ингибиторы протонной помпы и Блокаторы H2-гистаминовых рецепторов. Зверобой продырявленный может снизить эффективность дарунавира за счет увеличения расщепления дарунавира метаболическим ферментом CYP3A.